# Огюст-Александър Дюкро
Огюст-Александър Дюкро (на френски: Auguste-Alexandre Ducrot, 24 февруари 1817 – 16 август 1882) е френски генерал.
Дюкро служи в Алжир по време на италианската кампания през 1859 и като командващ на дивизия във Френско-пруската война. Той бил заловен, защото отказвал да подпише капитулацията на Седан, но успял да избяга и взел участие в защитата на Париж по време на обсадата от германците.